# Hot Fuss
A 2004-es Hot Fuss a The Killers debütáló nagylemeze. Szerepel az 1001 lemez, amit hallanod kell, mielőtt meghalsz című könyvben.

## Az album dalai
|     | Cím                             | Szerző(k)                            | Hossz |
| --- | ------------------------------- | ------------------------------------ | ----- |
| 1.  | Jenny Was a Friend of Mine      | Flowers, Stoermer                    | 4:04  |
| 2.  | Mr. Brightside                  | Flowers, Keuning                     | 3:42  |
| 3.  | Smile Like You Mean It          | Flowers, Stoermer                    | 3:54  |
| 4.  | Somebody Told Me                | Flowers, Keuning, Stoermer, Vannucci | 3:17  |
| 5.  | All These Things That I've Done | Flowers                              | 5:01  |
| 6.  | Andy, You're a Star             | Flowers                              | 3:14  |
| 7.  | On Top                          | Flowers, Keuning, Stoermer, Vannucci | 4:18  |
| 8.  | Change Your Mind                | Flowers, Keuning                     | 3:11  |
| 9.  | Believe Me Natalie              | Flowers, Vannucci                    | 5:05  |
| 10. | Midnight Show                   | Flowers, Stoermer                    | 4:02  |
| 11. | Everything Will Be Alright      | Flowers                              | 5:45  |

## Közreműködők

### The Killers
- Brandon Flowers – ének, billentyűk
- Dave Keuning – gitár, háttérvokál
- Mark Stoermer – basszusgitár, háttérvokál
- Ronnie Vannucci – dob, ütőhangszerek

### Produkció
- Brandon Flowers – dalszerző, producer
- Dave Keuning – dalszerző, producer
- Mark Stoermer – dalszerző, producer
- Ronnie Vannucci – dalszerző, producer
- Sweet Inspirations – gospel kórus
- Jeff Saltzman – producer, hangmérnök
- Corlene Byrd – hangmérnök
- Alan Moulder – keverés
- Mark Needham – keverés

## Fordítás
Ez a szócikk részben vagy egészben a Hot Fuss című angol Wikipédia-szócikk ezen változatának fordításán alapul.  Az eredeti cikk szerkesztőit annak laptörténete sorolja fel. Ez a jelzés csupán a megfogalmazás eredetét és a szerzői jogokat jelzi, nem szolgál a cikkben szereplő információk forrásmegjelöléseként.